# 落合町 (樺太廳)

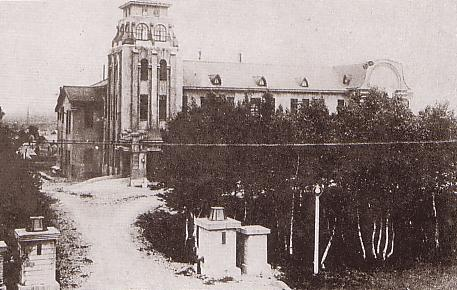
落合町公所

落合町（日语：／ Ochiai mura */?）是日本領有下的樺太廳的一個已不存在的町，現在名為多林斯克。

## 概要
屬豐榮郡，東與榮濱村，南與豐北村、川上村、清水村，西與野田町、小能登呂村，北與泊居町接壤。1941年時有人口25135人。